# Corymbia maculata
Corymbia maculata és una espècie d'arbre de la família de les mirtàcies d'origen australià.

## Descripció
És un arbre de grandària mitjana a gran amb el tronc recte, el qual creix fins a una alçada de 45 m. Té l'escorça llisa, essent alhora aquesta blanca, grisa o rosa; ofereix amb freqüència els característics pegats ("taques"). L'escorça es muda en escates de forma irregular.
Les fulles juvenils són verd brillants i d'el·líptiques a ovades, mentre que les fulles adultes són lanceolades i mesuren de 10 a 20 cm de longitud i d'1,5 a 3 cm d'ample.
Té flors petites i blanques que apareixen des de l'hivern a la primavera seguides per fruits ovoides o lleugerament urceolats, els quals mesuren de 10 a 14 mm de longitud i 9 a 11 mm d'ample.

## Distribució
Corymbia maculata és una espècie d'arbre dominant als boscos oberts de Queensland, Nova Gal·les del Sud i Victòria. Creix en sòls infèrtils i llocs secs i està associat amb la presència d'esquists i pissarres.
L'espècie es troba naturalitzada a Austràlia Occidental i Austràlia Meridional, i a àrees de Nova Gal·les del Sud i Victòria fora del seu rang natural.

## Ecologia
Les flors atreuen menjamels.

## Cultiu
L'espècie és sovint usada per a ser plantada a parcs i com a arbre de carrer, però la seva talla madura la converteix en inconvenient per als jardins petits de les cases.

## Usos
La fusta dura i resistent és utilitzada per a diversos propòsits.

## Galeria

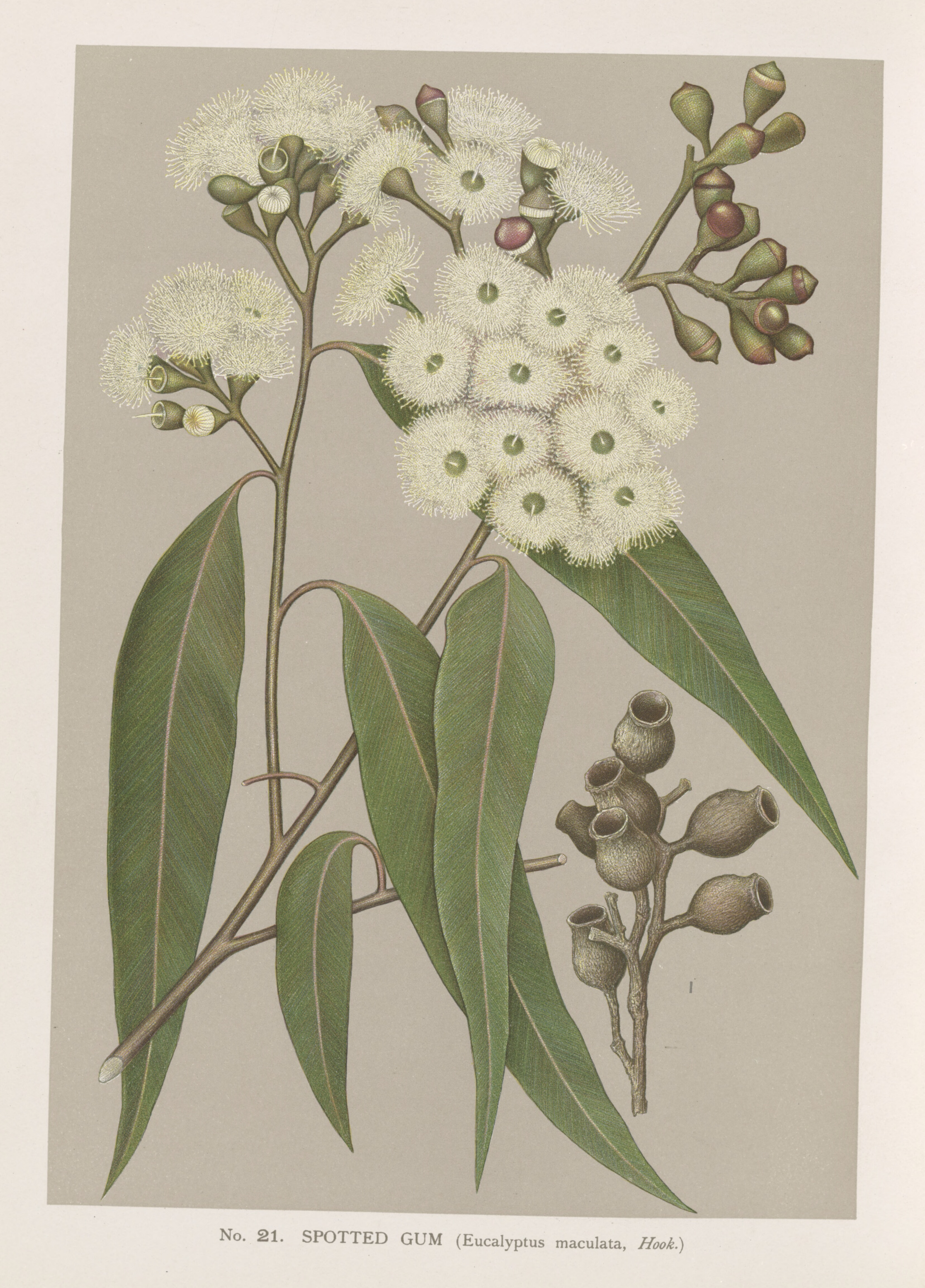
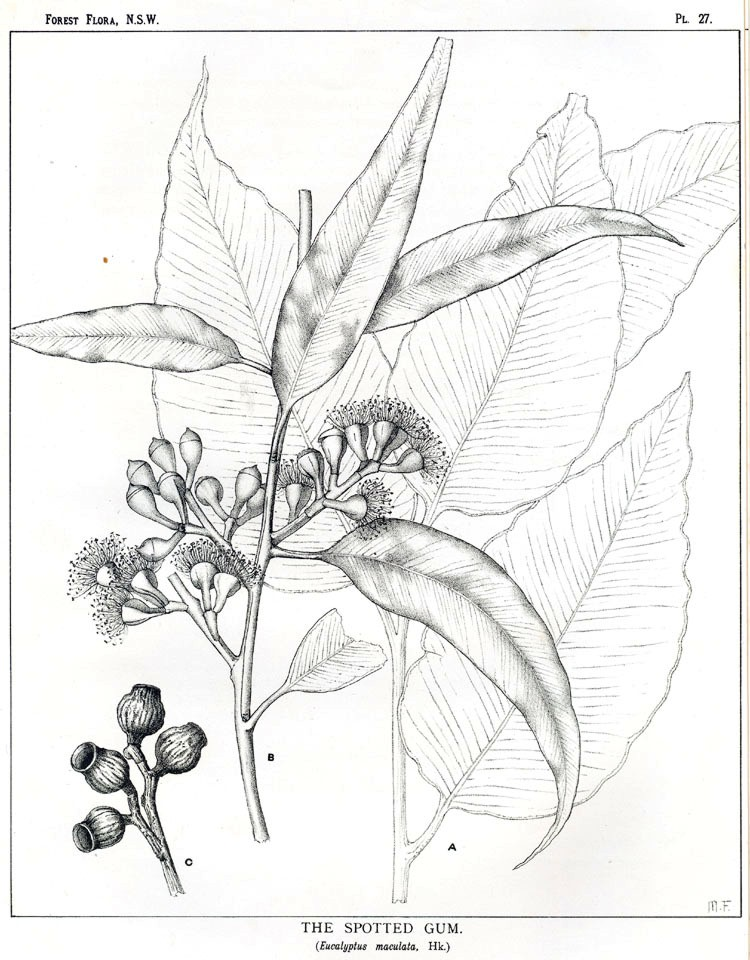
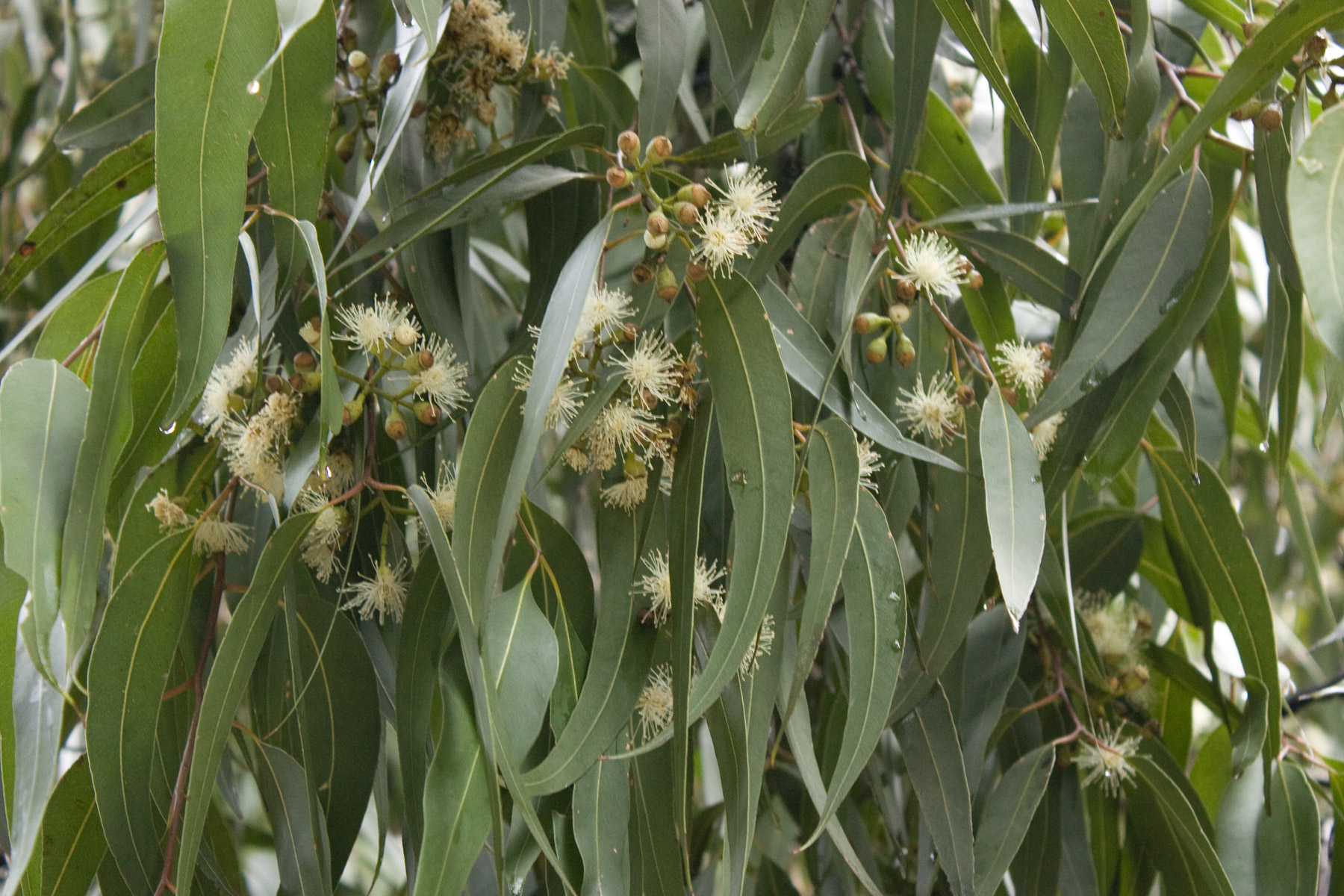
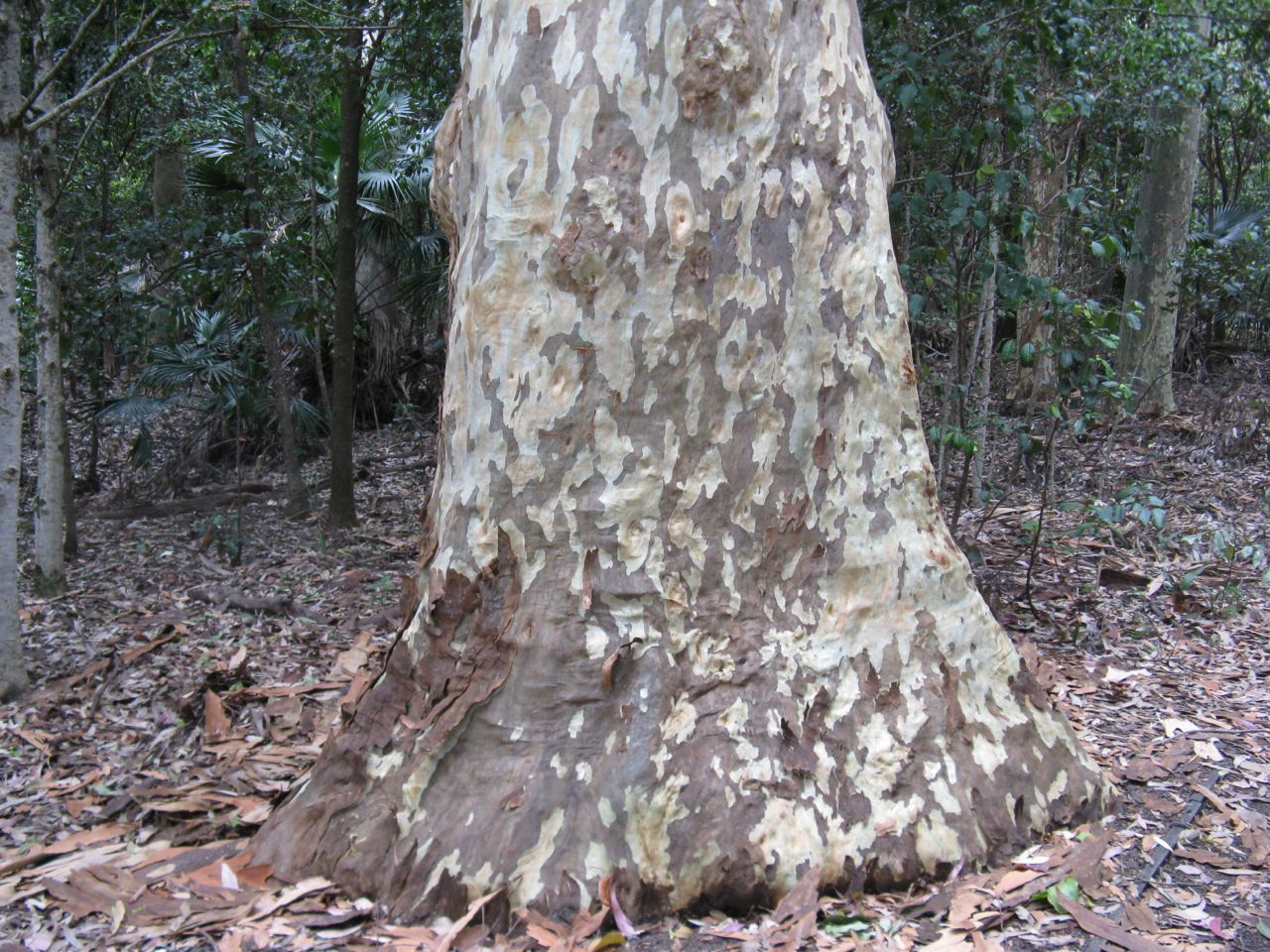